# Уиз Еър
Уиз Еър Унгария (на унгарски: Wizz Air Hungary Légiközlekedési) е нискотарифна авиокомпания със седалище в Будапеща. Авиокомпанията оперира до много различни дестинации в Европа, Северна Африка, Близкия Изток и Южна Азия. Тя е най-голямата Унгарска компания по размер на флота, въпреки че не е национален превозвач.

## История
Авиокомпанията е основана през септември 2003. Главният инвеститор е „Индиго Партнерс“, компания занимаваща се с транспортни инвестиции. Първият полет е изпълнен по направление Катовице (Полша)-Лутън (Англия). Главният изпълнителен директор на Уиз еър е Йозеф Варади, бивш директор на Малев.
През 2022 г., компанията е превозила 45.6 млн. пътника, което е над 2 пъти повече от пътникопотока от 21.7 млн. по време на пандемичната 2021-ва. Капацитетът за превоз за 2022-ра е бил 52.7 млн. места, което означава заетост от 86.7% на местата.

## Дестинации
Авиокомпанията изпълнява полети до следните дестинации:
- Албания – Кукеш, Тирана
- Армения – Ереван
- Азербайджан – Баку
- Австрия – Виена
- Бахрейн – Манама
- Белгия – Шарлероа
- Босна и Херцеговина – Тузла, Сараево, Баня Лука
- България – Бургас, Варна, София, Пловдив
- Великобритания – Абърдийн, Белфаст, Бирмингам, Бристъл, Глазгоу, Донкастър, Ливърпул, Лондон – Лутън, Лондон – Гетуик
- Германия – Карслруе/Баден-Баден, Берлин Шьонефелд, Дортмунд, Кьолн, Мюнхен-Меминген, Нюрнберг, Франкфурт-Хан, Фридрихсхафен, Хамбург, Хановер
- Грузия – Кутаиси
- Гърция – Закинтос, Ираклио, Корфу, Родос, Солун
- Дания – Биллун, Копенхаген
- Израел – Тел Авив
- Испания – Аликанте, Барселона-Ел Прат, Валенсия, Ибиса, Лансароте, Мадрид, Малага, Палма де Майорка, Сарагоса, Тенерифе, Фуертевентура
- Исландия – Рейкявик
- Италия – Алгеро, Бари, Болоня, Верона, Катания, Ламеция Терме, Милано – Бергамо, Милано – Малпенса, Неапол, Перуджа, Пескара, Пиза, Рим – Фиумичино, Рим – Чампино, Тревизо, Торино
- Кипър – Ларнака
- Латвия – Рига
- Литва – Вилнюс, Каунас, Паланга
- Македония – Скопие, Охрид
- Малта – Валета
- Молдова – Кишинев
- Нидерландия – Айндховен
- Норвегия – Берген, Кристиансанд, Молде, Олесун, Санефьор, Ставангер Тронхайм, Хаугесун
- Обединени арабски емирства – Дубай
- Португалия – Лисабон, Порто
- Полша – Варшава Шопен, Вроцлав, Гданск, Катовице, Люблин, Олщин, Познан, Шчечин
- Румъния – Букурещ, Клуж-Напока, Крайова, Кюстенджа, Сибиу, Сучава, Тимишоара, Търгу Муреш, Яш
- Русия – Москва – Внуково
- Словакия – Братислава, Кошице, Попрад
- Словения – Любляна
- Сърбия – Белград, Ниш Карта с дестинациите изпълнявани от Уиз Еър
- Украйна – Киев
- Унгария – Будапеща, Дебрецен
- Финландия – Турку
- Франция – Гренобъл, Ница, Париж
- Хърватия – Сплит
- Черна гора – Подгорица
- Чехия – Бърно, Прага
- Швейцария – Базел, Женева

## Въздушен флот
| Самолет          | Налични | Поръчани | Пасажери |
| ---------------- | ------- | -------- | -------- |
| Airbus A320-200  | 52      |          | 180      |
| Airbus A320neo   | 6       | 13       | 186      |
| Airbus A321-200  | 41      |          | 230      |
| Airbus A321neo   | 78      | 310      | 239      |
| Airbus A321XLR   | 0       | 47       | 239      |
| Airbus A330-200F | 1       | 0        | Карго    |
| Общо             | 178     | 370      |          |

Актуална статистика към 31 декември 2022 г. 